# Янково (Населица)
Янково (на гръцки: Μεσοπόταμος, или Μεσοπόταμο или Μεσοπόταμον, до 1927 година Γιάγκοβη, Янкови, или Γιάγκοβα, Янкова) е бивше село в Република Гърция, в дем Горуша (Войо), област Западна Македония.

## География
Янково е било разположено на 6 km южно от Сятища, в долината на Бистрица (Алиакмонас).

## История

### В Османската империя
Селото е споменато в кондиката на Завордския манастир в 1534 година с 23 кръщелни имена. Една част от жителите му приемат исляма, като запазват гръцкия си език - така наречените валахади. В 1797 година митрополит Неофит II Сисанийски, споменава селото като населявано от християни и мохамедани.
В XIX век Янково е малко селце в Сятищка нахия на Населишка каза с около 40 къщи.
Според статистиката на Васил Кънчов („Македония. Етнография и статистика“) в 1900 в Янково живеят 100 жители гърци християни и 100 гърци мохамедани.
На Етнографската карта на Битолския вилает на Картографския институт в София от 1901 година Янко е чисто гръцко село в казата Населица на Серфидженския санджак с 49 къщи.
По данни на секретаря на Българската екзархия Димитър Мишев („La Macédoine et sa Population Chrétienne“) в 1905 година в Янково (Yankovo) има 245 гърци.
Според статистика на Серфидженския санджак на гръцкото консулство в Еласона от 1904 година в Янково (Γιάνκοβο), Населишка каза, живеят 235 валахади.

### В Гърция
През Балканската война в 1912 година в селото влизат гръцки части и след Междусъюзническата в 1913 година Янково остава в Гърция. В средата на 20-те години мюсюлманските жители на селото са изселени в Турция по силата на Лозанския договор и на тяхно място са заселени гърци бежанци от Турция. В 1928 година то е представено като чисто бежанско село с 35 семейства или 126 души.
В 1927 година е прекръстено на Месопотамон. Селото е напълно напуснато от жителите си по време на Втората световна или Гражданската война.
Селото е закрито на 16 октомври 1940 година.
| Година    | 1913 | 1920 | 1928 | 1940 | 1951 | 1961 | 1971 | 1981 | 1991 | 2001 | 2011 | 2021 |
| --------- | ---- | ---- | ---- | ---- | ---- | ---- | ---- | ---- | ---- | ---- | ---- | ---- |
| Население | 131  | 143  | 124  | 29   |      |      |      |      |      |      |      |      |